# Pod Łąg
Pod Łąg – część wieś Złotowo w Polsce położona w województwie pomorskim, w powiecie chojnickim, w gminie Czersk.
W latach 1975–1998 miejscowość należała administracyjnie do województwa bydgoskiego.